# Transportes Campo Grande
Transportes Campo Grande é uma empresa brasileira de transporte coletivo urbano sediada no Rio de Janeiro e filiada ao Rio Ônibus. Atua ligando, principalmente, os bairros de Campo Grande, Bangu, Padre Miguel e Realengo ao Centro do Rio.
Apesar do nome Campo Grande, a empresa tem seu foco atuante nos entornos de Bangu.

## História
Relatos antigos revelam que inicialmente a TCG atuava como lotação e possuía outro nome. Com a reformulação de 1962, a empresa tornou-se Viação Campo Grande.
Foi em meados dos anos 1960 que houve um acordo entre a então (Viação) Campo Grande e a Transportes Oriental para que a empresa assumisse a concessão de duas linhas para o Centro.
Nos anos 80, a empresa expandiu-se ao incorporar-se à Viação Santa Sofia, passando a se chamar Transportes Campo Grande.
A última reforma, na década de 1980, deixou o domínio setorial do seguinte modo: a Viação Santa Sofia ficou com as áreas de Santa Cruz a Campo Grande e a TCG com as áreas de Senador Camará à Vila Militar.
Entretanto, o subúrbio da Zona Norte, Grande Méier e Grande Tijuca não teve qualquer afinidade à operação da TCG, com isso houve uma cisão que teve como resultado, a criação da Viação Penha Rio em 1999. Recentemente, houve pela 1ª vez, um ranking elaborado pela SMTR com o objetivo de apontar as melhores e piores empresas de ônibus no município do Rio, e a Penha Rio foi considerada a melhor empresa, ou pelo menos com menor n° de reclamações.
De acordo com ranking elaborado pela Secretaria Municipal de Transportes, divulgado em 10 de março de 2010[carece de fontes?], a Campo Grande é considerada a quarta pior empresa de ônibus do município, com 30,24 pontos, acima do ponto de corte de 13,69 pontos.
No 23 de março de 2010 a Transportes Campo Grande repassou a operação de uma linha para a Auto Viação Bangu devido a várias reclamações sobre má operação na linha. Neste período ela se encontrava com problemas de má conservação de sua frota e irregularidades na operação de suas linhas, razão pela qual ficou entre as piores empresas do Rio juntamente com a Breda Rio e a Oeste em pesquisa realizada pela prefeitura do Rio na época. Ainda neste ano a Transportes Campo Grande passou a atuar dentro do Consórcio Santa Cruz.
Em maio de 2010, era apontada como a segunda empresa com maior número de violações ao Direito do Consumidor.

## Recuperação judicial da Joint-Venture
Em 25 de junho de 2021, a joint-venture formada por esta empresa e a Viação Penha Rio entrou em recuperação judicial para tentar evitar a falência.